# Consulat général de France à Istanbul
Le consulat général de France à Istanbul (en turc : Fransa İstanbul Başkonsolosluğu) anciennement l'ambassade de France à Constantinople est une représentation diplomatique française située dans la principale ville turque. Il dépend de l'ambassade de France en Turquie située à Ankara.

## Histoire
L'ambassade a été fondée en 1535 dans le cadre de l'alliance franco-ottomane établie entre le roi de France François Ier et le souverain turc de l'Empire ottoman, Soliman le Magnifique. Des capitulations sont signées entre les deux pays. Ces conventions, renouvelées à chaque nouvelle ambassade française dans l'Empire ottoman octroient aux sujets et protégés français une liberté de commerce et une égalité fiscale. Elles garantissent la libre pratique du culte catholique et le droit pour les français de nommer un consul dans toute ville ottomane. Ceux-ci assurent au niveau local le respect des clauses des capitulations et sont amenés à jouer un rôle politique proéminent dans l'Empire ottoman.
Avant 1570, l'ambassade, qui était installée à Galata fuit ce quartier fréquemment touché par la peste pour s'établir dans ses quartiers d'été, à proximité de la grande rue de Péra. L'ambassadeur François Savary de Brèves, en poste à Constantinople de 1590 à 1606 achète ce terrain, préalablement loué. C'est là que sera érigé le palais de France où réside toujours le consul français. En 1626, les capucins s'installent à Constantinople afin de prosélytiser les chrétiens d'Orient. Deux ans plus tard, ils s'établissent à proximité immédiate de l'ambassade. Ils édifient l'église Saint-Louis-des-Français d'Istanbul et le séminaire de Saint-Louis des Français dont le lycée français Pierre-Loti est l'héritier direct.
Ankara est promue promue capitale de la Turquie le 13 octobre 1923 mais c'est seulement en 1928 que la décision de transférer l'ambassade est prise. Les services de l'ambassade commencent à s'installer à Ankara en 1937 où le bâtiment de l'ambassade est inauguré en 1938. À partir de cette époque, l'ambassade d'Istanbul devient consulat général.
Le consulat s'installe à l'époque du transfert de l'ambassade à Ankara dans les bâtiments d'un ancien hôpital français, à proximité de la place Taksim, au débouché de l'avenue Istiklal. C'est toujours son emplacement actuel.

## Activité
En 2021, environ 1 500 ressortissants français sont inscrits au Consulat général de France. 